# U-48 (tàu ngầm Đức) (1939)
U-48 là một tàu ngầm tấn công  Lớp Type VII thuộc phân lớp Type VIIB được Hải quân Đức Quốc Xã chế tạo trước Chiến tranh Thế giới thứ hai. Nhập biên chế năm 1939, nó đã thực hiện được tổng cộng mười hai chuyến tuần tra, đánh chìm được năm mươi tàu buôn với tổng tải trọng 299.477 GRT cùng một tàu chiến tải trọng 1.060 tấn, đồng thời gây hư hại cho bốn tàu buôn khác, trở thành tàu U-boat có thành tích nổi bật nhất trong Thế Chiến II. U-48 được rút về vai trò huấn luyện tại khu vực biển Baltic  từ tháng 6, 1941, rồi xuất biên chế vào tháng 10, 1943. Vào lúc kết thúc cuộc xung đột, U-48 bị đánh đắm trong vịnh Lübeck vào ngày 3 tháng 5, 1945, nhằm tránh bị lọt vào tay lực lượng Đồng Minh.

## Thiết kế và chế tạo

### Thiết kế
Phân lớp VIIB của Tàu ngầm Type VII là một phiên bản VIIA được mở rộng. Chúng có trọng lượng choán nước 753 t (741 tấn Anh) khi nổi và 857 t (843 tấn Anh) khi lặn). Con tàu có chiều dài chung 66,50 m (218 ft 2 in), lớp vỏ trong chịu áp lực dài 48,80 m (160 ft 1 in), mạn tàu rộng 6,20 m (20 ft 4 in), chiều cao 9,50 m (31 ft 2 in) và mớn nước 4,74 m (15 ft 7 in).
Chúng trang bị hai động cơ diesel Germaniawerft F46 6-xy lanh 4 thì, tổng công suất 2.800–3.200 PS (2.100–2.400 kW; 2.800–3.200 bhp), dẫn động hai trục chân vịt đường kính 1,23 m (4,0 ft), cho phép đạt tốc độ tối đa 17,9 kn (33,2 km/h), và tầm hoạt động tối đa 8.700 nmi (16.100 km) khi đi tốc độ đường trường 10 kn (19 km/h). Khi đi ngầm dưới nước, chúng sử dụng hai động cơ/máy phát điện Brown, Boveri & Cie GG UB 720/8 tổng công suất 750 PS (550 kW; 740 shp). Tốc độ tối đa khi lặn là 8 kn (15 km/h), và tầm hoạt động 90 nmi (170 km) ở tốc độ 4 kn (7,4 km/h). Con tàu có khả năng lặn sâu đến 230 m (750 ft).
Vũ khí trang bị có năm ống phóng ngư lôi 53,3 cm (21 in), bao gồm bốn ống trước mũi và một ống phía đuôi, và mang theo tổng cộng 14 quả ngư lôi, hoặc tối đa 22 quả thủy lôi TMA, hoặc 33 quả TMB. Tàu ngầm Type VIIB bố trí một hải pháo 8,8 cm SK C/35 cùng một pháo phòng không 2 cm (0,79 in) trên boong tàu. Thủy thủ đoàn bao gồm 4 sĩ quan và 40-56 thủy thủ.

### Chế tạo
U-48 được đặt hàng vào ngày 21 tháng 11, 1936, và được đặt lườn tại xưởng tàu của hãng Friedrich Krupp Germaniawerft tại Kiel vào ngày 10 tháng 3, 1937. Nó được hạ thủy vào ngày 8 tháng 3, 1939, và nhập biên chế cùng Hải quân Đức Quốc Xã vào ngày 22 tháng 4, 1939 dưới quyền chỉ huy của Hạm trưởng, Đại úy Hải quân Herbert Schultze.

## Lịch sử hoạt động

### 1939

#### Chuyến tuần tra thứ nhất
Khi mâu thuẫn với Ba Lan có nguy cơ bùng nổ thành xung đột, U-48 lên đường từ cảng Kiel vào ngày 19 tháng 8, 1939, trước khi Thế Chiến II chính thức diễn ra vào ngày 1 tháng 9, nhằm cho phép nó tấn công tàu bè đối phương ngay khi xung đột bắt đầu. Chiếc tàu ngầm tiến vào Bắc Hải, rồi băng qua khe GIUK giữa Scotland và quần đảo Faroe để vòng qua quần đảo Anh và đi đến vịnh Biscay.
U-48 bắt đầu hoạt động tại Khu vực Tiếp cận phía Tây hai ngày sau khi Anh và Pháp tuyên chiến với Đức, nơi nó tấn công mục tiêu đầu tiên là chiếc SS Royal Sceptre 4.853 GRT bằng hải pháo vào ngày 5 tháng 9. Thủy thủ đoàn Royal Sceptre đã bỏ tàu ngoại trừ sĩ quan thông tin tiếp tục ở lại để gửi tín hiệu vô tuyến cầu cứu. Viên sĩ quan này thoạt tiên bị bắt làm tù binh chiến tranh, nhưng được Đại úy Hải quân Herbert Schultze, hạm trưởng U-48 phóng thích ngay sau đó. Ngay sau đó U-48 ngăn chặn chiếc SS Browning; thủy thủ đã bỏ tàu nhưng Schultze yêu cầu họ quay trở lại tàu và cứu vớt những người sống sót của Royal Sceptre. Vì chiếc Browning đang trong hành trình hướng sang Brazil, nên thoạt tiên người ta cho rằng thủy thủ cùng 60 hành khách của Royal Sceptre đã không sống sót.
Sau đó U-48 còn ngăn chặn, khám xét rồi phóng thích nhiều tàu buôn trung lập khác trước khi đánh chìm chiếc Winkleigh vào ngày 8 tháng 9, toàn bộ thủy thủ đoàn được di tản sang xuồng cứu sinh. Đến ngày 11 tháng 9, chiếc tàu ngầm đánh chìm Firby, và sau đó trợ giúp y tế và thực phẩm cho những người sống sót trên bè cứu sinh, cũng như dùng vô tuyến báo tọa độ những người sống sót cho phía Anh. Nó kết thúc chuyến tuần tra và về đến Kiel vào ngày 17 tháng 9, sau khi đánh chìm ba tàu buôn với tổng tải trọng 14.777 GRT.

#### Chuyến tuần tra thứ hai
U-48 hoạt động thành công hơn trong chuyến tuần tra thứ hai, sau khi nó khởi hành từ Kiel vào ngày 4 tháng 10 tiếp tục theo lộ trình cũ để hoạt động trong vịnh Biscay giữa Anh, Pháp và Tây Ban Nha. Nó đánh chìm tổng cộng năm tàu đối phương với tổng tải trọng 37.153 GRT, bao gồm tàu chở dầu Pháp SS Emile Miguet vào ngày 12 tháng 10, Heronspool và Louisiane vào ngày 13 tháng 10, Sneaton vào ngày 14 tháng 10, và Clan Chisholm vào ngày 17 tháng 10. Sau đó vào ngày 19 tháng 10, chiếc tàu ngầm tấn công chiếc Rockpool bằng hải pháo, nhưng đối phương nả pháo chống cự, buộc U-48 phải lặn xuống né tránh. Khi nó nổi trở lên mặt nước để tiếp tục tấn công, một tàu khu trục đối phương xuất hiện, khiến U-48 phải từ bỏ ý định tấn công và rút lui. Nó kết thúc chuyến tuần tra và về đến Kiel vào ngày 25 tháng 10.

#### Chuyến tuần tra thứ ba
U-48 khởi hành từ Kiel vào ngày 20 tháng 11 cho chuyến tuần tra thứ ba tại khu vực Bắc Hải và vịnh Biscay. Nó tấn công tàu buôn Thụy Điển trung lập MT Gustaf E. Reuter 6.336 GRT tại vị trí 14 nmi (26 km) về phía Tây Bắc đảo Fair, Scotland vào ngày 27 tháng 11. Mục tiêu bị hư hại nặng đến mức chiếc HMS Kingston Beryl phải đánh đắm nó vào ngày hôm sau; một thủy thủ đã thiệt mạng và có 33 người khác sống sót. Đến ngày 8 tháng 12, U-48 lại đánh chìm tàu buôn Anh Brandon ngoài khơi bờ biển phía Nam Ireland. Sang ngày hôm sau, nó tấn công tàu chở dầu Anh San Alberto; mục tiêu bị hư hại nặng đến mức nó phải bị tàu khu trục HMS Mackay đánh chìm. Cuối cùng vào ngày 15 tháng 12, U-48 ngăn chặn chiếc tàu buôn Hy Lạp trung lập Germaine, vốn được Ireland thuê để vận chuyển ngô đến Cork; Đại úy Schultze hạm trưởng U-48 cho rằng con tàu đang vận chuyển hàng hóa đến Anh, nên đã đánh chìm mục tiêu. Nó kết thúc chuyến tuần tra và về đến Kiel vào ngày 20 tháng 12.

### 1940

#### Chuyến tuần tra thứ tư
Sau kỳ nghỉ lễ Giáng Sinh, U-48 lại khởi hành từ Kiel vào ngày 24 tháng 1, 1940 cho chuyến tuần tra thứ tư. Tại vùng biển về phía Nam Ireland, trong giai đoạn từ ngày 10 đến ngày 17 tháng 2, nó đánh chìm bốn tàu buôn với tổng tải trọng 31.526 GRT. Chiếc tàu ngầm cũng đã rải một bãi thủy lôi ngoài khơi St Abbs, Scotland nhưng không có hiệu quả. Nó kết thúc chuyến tuần tra và về đến Kiel vào ngày 26 tháng 2.

#### Chuyến tuần tra thứ năm
Khởi hành từ Kiel vào ngày 3 tháng 4 cho chuyến tuần tra thứ năm, U-48 tiến vào Bắc Hải và hoạt động tại khu vực dọc suốt bờ biển Na Uy, con tàu đã hỗ trợ cho Chiến dịch Weserübung nhằm xâm chiếm đất nước này. Vào ngày 13 tháng 4, nó tìm cách tấn công các tàu khu trục trong thành phần hộ tống cho thiết giáp hạm HMS Warspite, nhưng bị đối phương phản công bằng mìn sâu, chiếc tàu ngầm đã thoát được và chỉ bị hư hại nhẹ. Nó kết thúc chuyến tuần tra và về đến Kiel vào ngày 20 tháng 4.

#### Chuyến tuần tra thứ sáu
Chuyến tuần tra thứ sáu là một chuyến khá thành công của U-48, khi nó đánh chìm bảy tàu buôn với tổng tải trọng 31.533 GRT và gây hư hại cho một chiếc khác tải trọng 5.888 GRT từ ngày 26 tháng 5 đến ngày 29 tháng 6. Do Đại úy Schultze phải nhập viện do bệnh tật, quyền chỉ huy U-48 được chuyển giao cho Thiếu tá Hải quân Hans-Rudolf Rösing từ ngày 21 tháng 5. Trong các ngày 5 và 7 tháng 6, ở vùng biển về phía Tây và Tây Bắc Scotland, nó đánh chìm các tàu buôn Anh Stancor và Frances Massey cùng gây hư hại nặng cho chiếc Eros vốn đang vận chuyển 200 tấn vũ khí cá nhân từ Montreal, Canada. Tàu khu trục hộ tống HMS Berkeley, được các tàu kéo HMS Bandit và tàu khu trục HMS Volunteer trợ giúp, đã kéo Eros đi đến bờ biển Ireland thuộc hạt Donegal, nơi con tàu được sửa chữa dưới sự canh phòng của binh lính Ireland.
Hải quân Đức được thông tin một đoàn tàu vận tải chuyển quân, bao gồm các chiếc RMS Queen Mary và RMS Mauretania, đang trên đường vận chuyển 25.000 binh lính Australia đến Anh, nên U-48 được lệnh đi đến ngoài khơi mũi Finisterre, Tây Ban Nha và tham gia bầy sói Rösing's nhằm đánh chặn đoàn tàu này. Tuy nhiên hoạt động của tàu ngầm U-boat trong khu vực khiến Hải quân Anh nhận biết sự hiện diện của chúng, và đoàn tàu vận tải đã đổi hướng để né tránh bầy sói. Đến ngày 19 tháng 6, U-48 tấn công Đoàn tàu HG 34 và đánh chìm các chiếc MV Tudor, SS Baron Loudoun và SS British Monarch. Chiếc tàu ngầm còn đánh chìm thêm chiếc Moordrecht thuộc Đoàn tàu HX 49 vào ngày hôm sau trước khi kết thúc chuyến tuần tra. 

#### Chuyến tuần tra thứ bảy
Khởi hành từ Kiel vào ngày 7 tháng 8 cho chuyến tuần tra thứ bảy, U-48 hoạt động tại Khu vực Tiếp cận phía Tây, nơi nó đánh chìm năm tàu buôn với tổng tải trọng 29.168 GRT. Chiếc tàu ngầm lần lượt đánh chìm Hedrun vào ngày 16 tháng 8, Ville de Gand vào ngày 19 tháng 8 và La Brea vào ngày 24 tháng 8. Sau khi U-48 phóng ngư lôi đánh chìm hai tàu buôn Athelcrest và Empire Merlin thuộc Đoàn tàu HX 65A vào ngày 25 tháng 8, tàu corvette HMS Godetia đã phản công bằng mìn sâu, nhưng chiếc tàu ngầm đã thoát được mà không bị hư hại. U-48 kết thúc chuyến tuần tra và đi đến cảng Lorient bên bờ biển Đại Tây Dương của Pháp đã bị Đức Quốc Xã chiếm đóng, đến nơi vào ngày 28 tháng 8, giúp nó mở rộng thêm tầm hoạt động.

#### Chuyến tuần tra thứ tám - Đánh chìm SSCity of Benares
Trong chuyến tuần tra thứ tám, vào ngày 18 tháng 9, U-48 gây ra sự kiện làm chấn động dư luận khi nó đánh chìm chiếc tàu biển chở hành khách SS City of Benares 11.081 GRT, vốn đang di chuyển trong đội hình Đoàn tàu OB 213. Trong số hành khách bên trên City of Benares có 119 trẻ em, trong đó 90 em được di tản sang Canada theo sáng kiến của Ủy ban Tiếp đón Trẻ em Hải ngoại. Sau khi trúng ngư lôi, City of Benares lập tức bị nghiêng, khiến nó không thể hạ thủy các xuồng cứu sinh ngoại trừ hai chiếc. Những người sống sót không được cứu vớt cho đến 24 giờ sau đó, thậm chí một xuồng cứu sinh chỉ được tìm thấy sau đó tám ngày; chỉ có 148 người, bao gồm 19 trẻ em, 21 phụ nữ và 108 đàn ông sống sót trong tổng số 408 người có mặt trên tàu. Có tổng cộng 260 người, bao gồm 100 trẻ em, 35 phụ nữ và 125 đàn ông, thiệt mạng trong vụ đắm tàu, khiến chương trình di tản trẻ em ra nước ngoài phải chấm dứt.
Thảm họa City of Benares bị đánh chìm là một vấn đề gây ra nhiều tranh luận. Một số cho rằng nếu Hải quân Anh công bố con tàu đang chở người tị nạn, phía Đức sẽ tránh không tấn công vì sẽ đối diện với sự phản đối từ các nước trung lập, vốn đã xảy ra và không thuận lợi cho hoạt động tuyên truyền. Tuy nhiên, chiếc tàu chở hành khách không chỉ di chuyển tắt đèn vào ban đêm trong đội hình một đoàn tàu vận tải Đồng Minh, mà nó còn là soái hạm của Chuẩn đô đốc Edmund Mackinnon, chỉ huy đoàn tàu vận tải. Các sử gia khác tranh luận rằng phía Đức có quyền tấn công mọi tàu chở khách lớn, bất kể nó đang chở hàng hóa hay hành khách gì. Dù sao City of Benares cũng được sơn bên ngoài như một tàu chở quân, nên chiếc U-boat tin rằng mục tiêu chỉ vận chuyển binh lính và thủy thủ, nên đã đánh chìm nó.
Dù sao đây cũng là một chuyến tuần tra rất thành công của U-48, khi nó đánh chìm bảy tàu buôn với tổng tải trọng 34.418 GRT và gây hư hại cho một chiếc tải trọng 5.136 GRT, trong chuyến tuần tra từ ngày 8 đến ngày 25 tháng 9.

#### Chuyến tuần tra thứ chín
Kéo dài từ ngày 5 đến ngày 27 tháng 10, đây là chuyến tuần tra thành công nhất của U-48, khi bảy tàu buôn với tổng tải trọng 43.106 GRT bị đánh chìm. Sau khi xuất phát từ Lorient, tại vùng biển phía Tây Bắc Ireland, nó đã tấn công Đoàn tàu HX 77 và đánh chìm các chiếc Brandanger, Port Gisborne và Davanger trong các ngày 11 và 12 tháng 10. Nó tiếp tục tấn công Đoàn tàu SC và đánh chìm các chiếc Languedoc và Scoresby trong ngày 17 tháng 10, và sau đó là Sandend và Shirak vào các ngày 18 và 20 tháng 10 tương ứng. Chiếc tàu ngầm sau đó băng qua khe GIUK để kết thúc chuyến tuần tra tại Kiel.

### 1941

#### Chuyến tuần tra thứ mười
Sau thời gian điều trị bệnh, Đại úy Schultze quay trở lại chỉ huy U-48 từ ngày 17 tháng 12, 1940, trong khi chiếc tàu ngầm được tái trang bị tại Kiel. Nó xuất phát từ Kiel vào ngày 20 tháng 1, 1941 cho chuyến tuần tra thứ mười để hoạt động tại vùng biển phía Tây Bắc Scotland. U-48 đã đánh chìm hai tàu buôn với tổng tải trọng 8.640 GRT trước khi đi đến căn cứ St. Nazaire bên bờ biển Đại Tây Dương của Pháp vào ngày 27 tháng 2.

#### Chuyến tuần tra thứ mười một và mười hai
Trong các chuyến tuần tra sau cùng của U-48: chuyến thứ mười một từ ngày 17 tháng 3 đến ngày 8 tháng 4 và chuyến thứ mười hai từ ngày 22 tháng 5 đến ngày 17 tháng 6, chiếc tàu ngầm còn đánh chìm thêm tám tàu ngầm với tổng tải trọng 51.995 GRT và gây hư hại cho một chiếc khác 9.456 GRT. Dù sao, U-48 rõ ràng đã trở nên lạc hậu với sự tiến bộ kỹ thuật từ cả hai phía, cho dù đã được nâng cấp vào mùa Đông trước đó. Tầm xa hoạt động và số ngư lôi mang theo bị hạn chế so với chiến trường ngày càng mở rộng, và sẽ là nguy cơ cho thủy thủ đoàn lẫn các tàu U-boat khác nếu nó ở lại lâu hơn trên chiến trường chính tại Bắc Đại Tây Dương.

### 1942 - 1945
Quay trở về Kiel vào ngày 22 tháng 6, 1941 sau chuyến tuần tra cuối cùng, U-48 được điều sang vai trò huấn luyện tại khu vực biển Baltic. Không giống nhiều tàu U-boat khác trong khu vực, nó không được huy động vào hoạt động tuần tra chiến tranh trong khu vực biển Baltic, trong bối cảnh cuộc xung đột với Liên Xô đã bắt đầu. Đến năm 1943, nó được xem là không còn phù hợp để phục vụ, ngay cả trong những nhiệm vụ gới hạn, nên được cho xuất biên chế vào ngày 25 tháng 9, và bị bỏ không tại Neustadt. Vào giai đoạn kết thúc Thế Chiến II, theo dự định của kế hoạch Regenbogen, U-46 bị đánh đắm tại vịnh Lübeck, tại tọa độ 54°07′B 10°50′Đ / 54,117°B 10,833°Đ, vào ngày 3 tháng 5, 1945, để tránh lọt vào tay lực lượng Đồng Minh.

### "Bầy sói" tham gia
U-48 từng tham gia hai bầy sói
- Rösing (12 – 15 tháng 6, 1940)
- West (19 tháng 5 – 6 tháng 6, 1941)

### Tóm tắt chiến công
U-48 đã đánh chìm được năm mươi tàu buôn với tổng tải trọng 299.477 GRT cùng một tàu chiến tải trọng 1.060 tấn, đồng thời gây hư hại cho bốn tàu buôn khác:
| Ngày              | Tên tàu               | Quốc tịch              | Tải trọng | Số phận      |
| ----------------- | --------------------- | ---------------------- | --------- | ------------ |
| 5 tháng 9, 1939   | Royal Sceptre         | United Kingdom         | 4.853     | Bị đánh chìm |
| 8 tháng 9, 1939   | Winkleigh             | United Kingdom         | 5.055     | Bị đánh chìm |
| 11 tháng 9, 1939  | Firby                 | Canada                 | 4.869     | Bị đánh chìm |
| 12 tháng 10, 1939 | Emile Miguet          | France                 | 14.115    | Bị đánh chìm |
| 12 tháng 10, 1939 | Heronspool            | United Kingdom         | 5.202     | Bị đánh chìm |
| 13 tháng 10, 1939 | Louisiane             | France                 | 6.903     | Bị đánh chìm |
| 14 tháng 10, 1939 | Sneaton               | United Kingdom         | 3.677     | Bị đánh chìm |
| 17 tháng 10, 1939 | Clan Chisholm         | United Kingdom         | 7.256     | Bị đánh chìm |
| 26 tháng 11, 1939 | Gustaf E. Reuter      | Sweden                 | 6.336     | Bị đánh chìm |
| 8 tháng 12, 1939  | Brandon               | United Kingdom         | 6.668     | Bị đánh chìm |
| 9 tháng 12, 1939  | San Alberto           | United Kingdom         | 7.397     | Bị hư hại    |
| 15 tháng 12, 1939 | Germaine              | Greece                 | 5.217     | Bị đánh chìm |
| 10 tháng 2, 1940  | Burgerdijk            | Netherlands            | 6.853     | Bị đánh chìm |
| 14 tháng 2, 1940  | Sultan Star           | United Kingdom         | 12.306    | Bị đánh chìm |
| 15 tháng 2, 1940  | Den Haag              | Netherlands            | 8.971     | Bị đánh chìm |
| 17 tháng 2, 1940  | Wilja                 | Finland                | 3.396     | Bị đánh chìm |
| 6 tháng 6, 1940   | Stancor               | United Kingdom         | 798       | Bị đánh chìm |
| 6 tháng 6, 1940   | Frances Massey        | United Kingdom         | 4.212     | Bị đánh chìm |
| 7 tháng 6, 1940   | Eros                  | United Kingdom         | 5.888     | Bị hư hại    |
| 11 tháng 6, 1940  | Violando N Goulandris | Greece                 | 3.598     | Bị đánh chìm |
| 19 tháng 6, 1940  | Tudor                 | Norway                 | 6.607     | Bị đánh chìm |
| 19 tháng 6, 1940  | Baron Loudoun         | United Kingdom         | 3.164     | Bị đánh chìm |
| 19 tháng 6, 1940  | British Monarch       | United Kingdom         | 5.661     | Bị đánh chìm |
| 20 tháng 6, 1940  | Moerdrecht            | Netherlands            | 7.493     | Bị đánh chìm |
| 16 tháng 8, 1940  | Hedrun                | Sweden                 | 2.325     | Bị đánh chìm |
| 19 tháng 8, 1940  | Ville de Gand         | Belgium                | 7.590     | Bị đánh chìm |
| 24 tháng 8, 1940  | La Brea               | United Kingdom         | 6.665     | Bị đánh chìm |
| 25 tháng 8, 1940  | Empire Merlin         | United Kingdom         | 5.763     | Bị đánh chìm |
| 25 tháng 8, 1940  | Athelcrest            | United Kingdom         | 6.825     | Bị đánh chìm |
| 15 tháng 9, 1940  | Alexandros            | Greece                 | 4.343     | Bị đánh chìm |
| 15 tháng 9, 1940  | HMS Dundee            | Hải quân Hoàng gia Anh | 1.060     | Bị đánh chìm |
| 15 tháng 9, 1940  | Empire Volunteer      | United Kingdom         | 5.319     | Bị đánh chìm |
| 18 tháng 9, 1940  | City of Benares       | United Kingdom         | 11.081    | Bị đánh chìm |
| 18 tháng 9, 1940  | Marina                | United Kingdom         | 5.088     | Bị đánh chìm |
| 18 tháng 9, 1940  | Magdalena             | United Kingdom         | 3.118     | Bị đánh chìm |
| 21 tháng 9, 1940  | Blairangus            | United Kingdom         | 4.409     | Bị đánh chìm |
| 21 tháng 9, 1940  | Broompark             | United Kingdom         | 5.136     | Bị hư hại    |
| 11 tháng 10, 1940 | Brandanger            | Norway                 | 4.624     | Bị đánh chìm |
| 11 tháng 10, 1940 | Port Gisborne         | United Kingdom         | 8.390     | Bị đánh chìm |
| 12 tháng 10, 1940 | Davanger              | Norway                 | 7.102     | Bị đánh chìm |
| 17 tháng 10, 1940 | Languedoc             | United Kingdom         | 9.512     | Bị đánh chìm |
| 17 tháng 10, 1940 | Scoresby              | United Kingdom         | 3.843     | Bị đánh chìm |
| 18 tháng 10, 1940 | Sandend               | United Kingdom         | 3.612     | Bị đánh chìm |
| 20 tháng 10, 1940 | Shirak                | United Kingdom         | 6.023     | Bị đánh chìm |
| 1 tháng 2, 1941   | Nicolaos Angelos      | Greece                 | 4.351     | Bị đánh chìm |
| 24 tháng 2, 1941  | Nailsea Lass          | United Kingdom         | 4.289     | Bị đánh chìm |
| 29 tháng 3, 1941  | Germanic              | United Kingdom         | 5.352     | Bị đánh chìm |
| 29 tháng 3, 1941  | Limbourg              | Belgium                | 2.483     | Bị đánh chìm |
| 29 tháng 3, 1941  | Hylton                | United Kingdom         | 5.197     | Bị đánh chìm |
| 2 tháng 4, 1941   | Beaverdale            | United Kingdom         | 9.957     | Bị đánh chìm |
| 3 tháng 6, 1941   | Inversuir             | United Kingdom         | 9.456     | Bị hư hại    |
| 5 tháng 6, 1941   | Wellfield             | United Kingdom         | 6.054     | Bị đánh chìm |
| 6 tháng 6, 1941   | Tregarthen            | United Kingdom         | 5.201     | Bị đánh chìm |
| 8 tháng 6, 1941   | Pendrecht             | Netherlands            | 10.746    | Bị đánh chìm |
| 12 tháng 6, 1941  | Empire Dew            | United Kingdom         | 7.005     | Bị đánh chìm |